# Ekka
Pour le véhicule généralement hippomobile du nord de l'Inde, voir Ekka (hippomobile).
L'Ekka ou Royal Queensland Show est une manifestation annuelle autour de l'agriculture, organisée à Brisbane, dans l'état du Queensland, en Australie. À l'origine, elle s'appelait Brisbane Exhibition. Elle a été créée en 1876 et a accueilli entre 15 000 et 17 000 personnes durant les cinq jours qu'elle dura (du 22 au 26 août).
L'Ekka est le plus grand évènement annuel du Queensland et a vu défiler plus de 400 000 visiteurs en 2013.

## Galerie

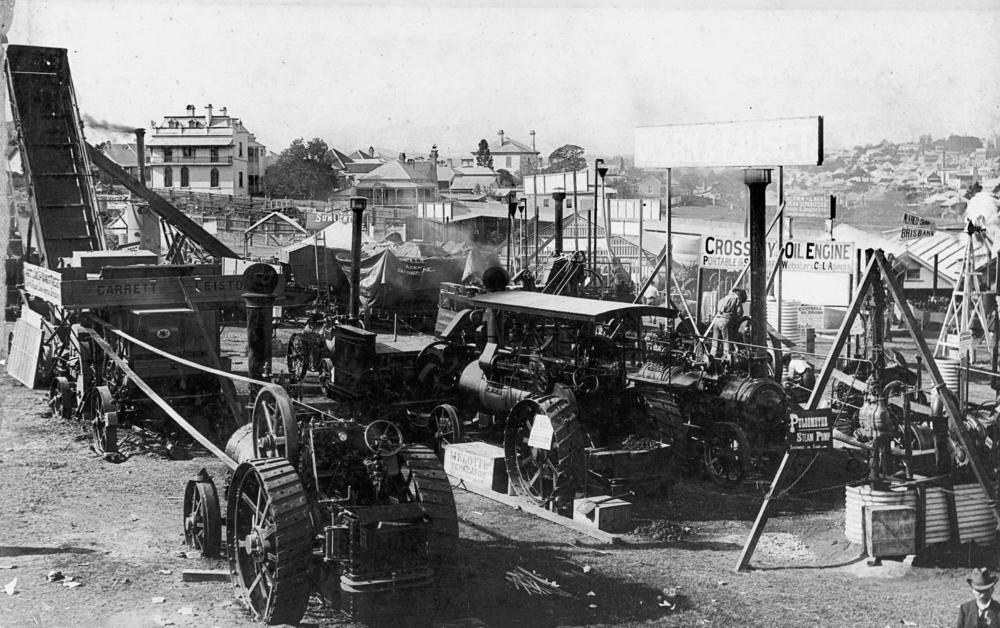
Exposition de matériel agricole à l'Ekka de 1904.
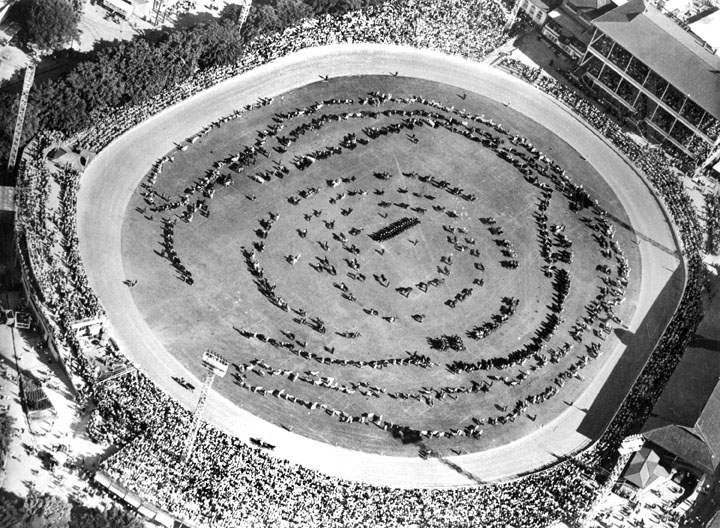
Vue aérienne de l'exposition du bétail à l'Ekka de 1958.
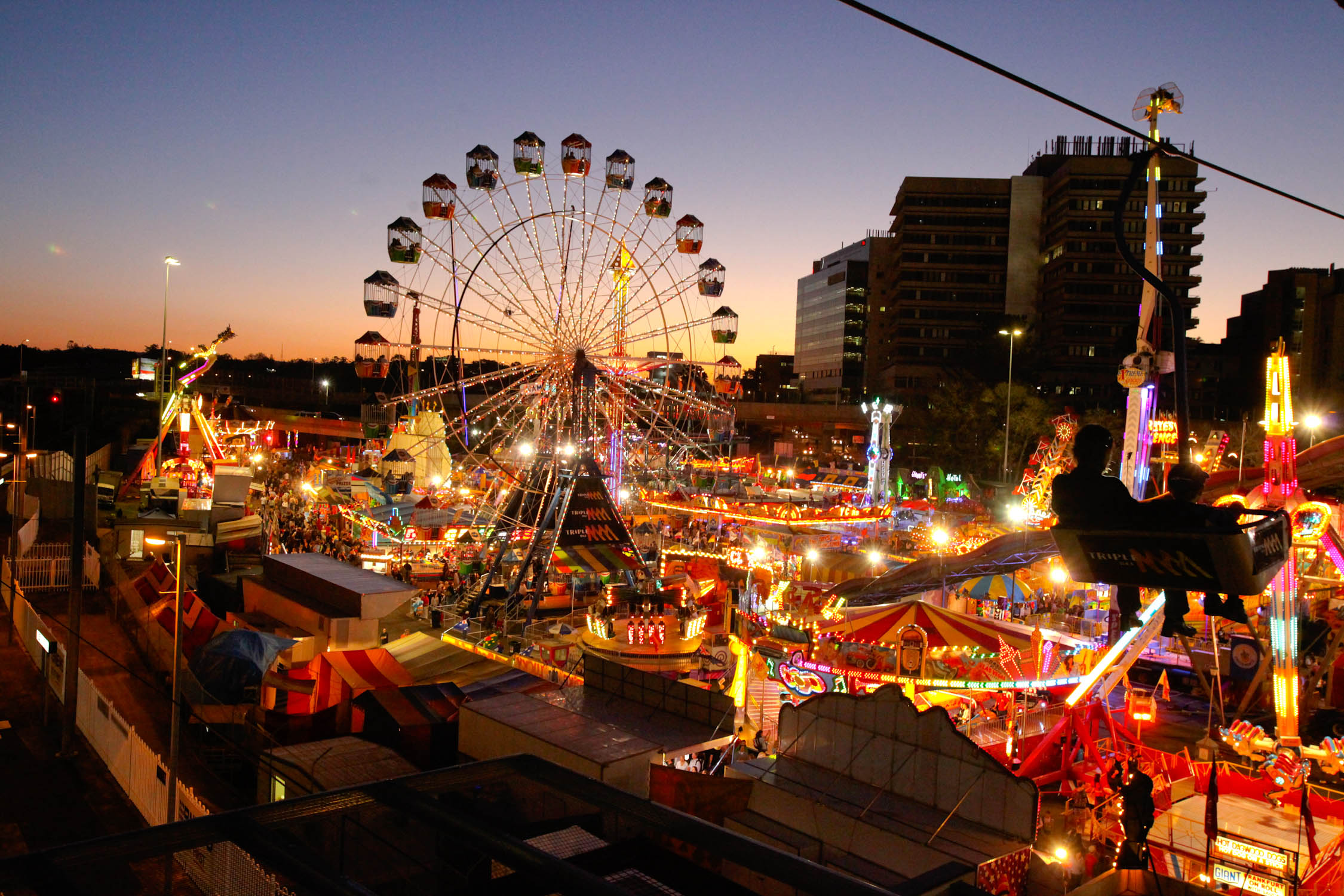
La Sideshow Alley à l'Ekka de 2009.